# Tinos (obecní jednotka)
Tinos (řecky Τήνος) je řecká obecní jednotka na ostrově Tinos v Egejském moři v souostroví Kyklady. Nachází se na jižním pobřeží ostrova. Je jednou ze tří obecních jednotek na ostrově. Na severu sousedí s obecní jednotkou Exomvourgo.

## Obyvatelstvo
Obecní jednotka Tinos se skládá ze 3 komunit. V závorkách je uveden počet obyvatel.
- Obecní jednotka Tinos (5744) o rozloze 22,9 km² — komunity: Dyo Choria (174), Tinos (4864), Triantaros (706).